# Никольское (Верхнехавский район)
Никольское — посёлок в Верхнехавском районе Воронежской области.
Входит в состав Малоприваловского сельского поселения.

## География

### Улицы
- ул. Зелёная,
- ул. Станиславского.

## Население
| 2000 | 2005 | 2010 |
| ---- | ---- | ---- |
| 165  | ↘132 | ↘79  |

## Достопримечательности
В поселке работает Никольский народный театр — один из первых крестьянских театров в России, основанный здесь сестрой К.С. Станиславского З.С. Соколовой летом 1895 года. 
С 1996 года в Никольском проходит областной фестиваль театральных коллективов «Театральные встречи в Никольском».